# مايكل روجرز

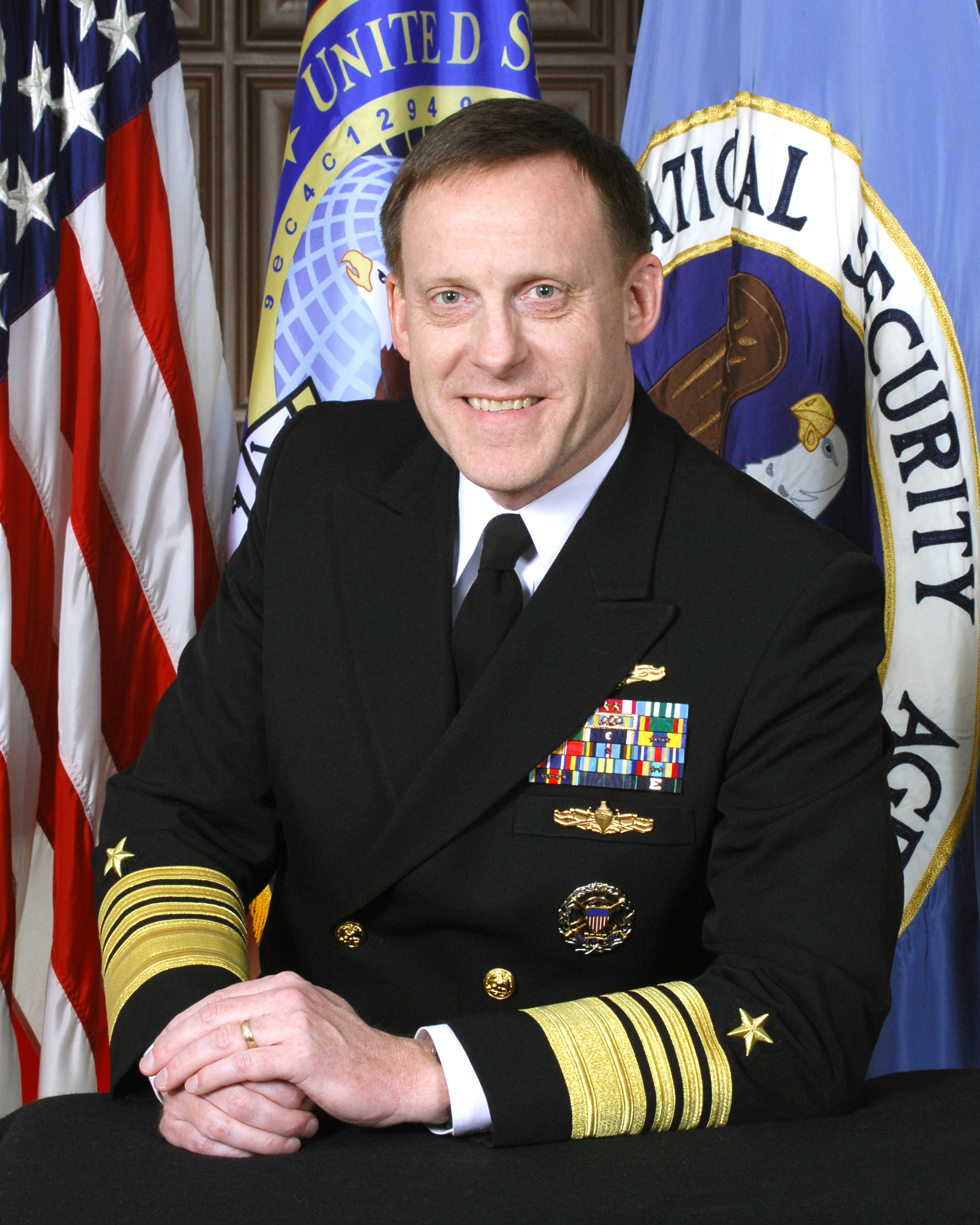
أدميرال مايكل روجرز

مايكل روجرز(بالإنجليزية:Michael S. Rogers) ولد في 31 أكتوبر, 1959 هو أميرال في البحرية الأمريكية و قائد القيادة الإلكترونية الأمريكية، ومدير وكالة الأمن القومي، ورئيس جهاز خدمة الأمن المركزي منذ 3 إبريل، 2014. كان يخدم سابقاً كقائد للاسطول العاشر وقائد القيادة الإلكترونية للاسطول الأمريكي. مايك
مايك روجرز

## النشأة و التعليم
روجرز هو مواطن من شيكاغو
، تخرج من مدرسة نيو ترير الثانوية في 1977، تخرج من جامعة أوبورن في 1981 و كلية الحرب البحرية.

## روابط خارجية
- مايكل روجرز على موقع مونزينجر (الألمانية)